# Барроуз, Уильям (комендант)
Уильям Уард Барроуз 1-й (англ. William Ward Burrows I; 16 января 1758, Чарлстон, Южная Каролина — 13 марта 1804 или 6 марта 1805, Вашингтон) — второй комендант корпуса морской пехоты США. Его сын Уильям Уард Барроуз-второй — офицер ВМС США, удостоившийся многих наград.

## Биография
Родился в г. Чарлстон штата Южная Каролина. Участвовал в войне за независимость США в войсках штат Южная Каролина но после войны переехал в Филадельфию (штат Пенсильвания), где занимался юридической практикой. 12 июля 1798 года на следующий день после одобрения акта Конгресса об основании постоянного корпуса морской пехоты президент США Джон Адамс назначил его майором-комендантом новосозданной организации состоявшей из 881 офицеров, нижних чинов, рядовых и музыкантов (Самюэл Николас возглавлял континентальных морских пехотинцев и по традиции считается первым комендантом морской пехоты).
Корпус морской пехоты как и флот существовал до официальной санкции о создании и как и флот был сформирован в связи с надвигающимся национальным кризисом перед возможной войной с Францией. За полгода до июля 1798 года морские пехотинцы вошли в состав военного департамента как экипажи фрегатов. Первые части морской пехоты были организованы вместе с экипажами новоприобретённых кораблей американского флота, были наскоро введены в строй в Филадельфии и посланы в море для борьбы с вражескими крейсерами и нарушению вражеской торговли в квазивойне в Францией. В течение первых месяцев на посту коменданта его главной заботой было снабжение и поддержание боеспособности подразделений морских пехотинцев на кораблях флота.
Главный штаб корпуса находился в лагере близ Филадельфии пока столица не была перенесена в Вашингтон в 1800 году. Небольшой отряд морской пехоты был отправлен в новую столицу для защиты новооснованной морской верфи. В конце июля майор Барроуз с его сотрудниками и главным штабом переехал в Вашингтон и основал там свой лагерь.
1 мая 1800 года майор Барроуз был произведён в подполковники. Квазивойна с Францией продолжалась до сентября этого года пока все вопросы не были окончательно урегулированы. По настоянию Конгресса содержание военно-морских учреждений было немедленно сокращено, что привело к нарушению планов Барроуза, пытавшегося основать корпус морской пехоты на основе мирного времени. Вскоре разразилась Первая берберийская война и главной заботой командования корпуса стало обеспечение кораблей, отправляющихся в Средиземное море с подразделениями морской пехоты на борту.
Подполковнику Барроузу приписывают создание многих учреждений корпуса, включая оркестр корпуса морской пехоты. Частично создание оркестра было профинансировано за счёт сбора средств среди офицеров организованного Барроузом. Барроуз требовал высокого уровня профессиональной эффективности и личного поведения среди своих офицеров, что стало высокой маркой корпуса. Пошатнувшееся здоровье Бароуза привело к его отставке 6 марта 1804 года.
Подполковник Барроуз скончался год спустя в Вашингтоне и был похоронен на пресвитерианском кладбище Джорджтауна в округе Колумбия. 12 мая 1892 года его останки был перезахоронены на Арлингтонском национальном кладбище.